# Ronald Rauhe
Ronald Rauhe, né le 3 octobre 1981, est un kayakiste allemand pratiquant la course en ligne.